# Bjørn Kjos
Bjørn Kjos (født: 18. juli 1946), er en norsk jurist, jagerpilot, forfatter og erhvervsleder, som er født i Sokna, Ringerike, Buskerud, Norge.
Kjos har været pilot i det norske luftvåben hvor han blandt andet fløj jagerfly af typen F-104 Starfighter, har virket som dommerfuldmægtig, erhvervsadvokat og partner i et advokatfirma.
Kjos var med til at etablere lavprisflyselskabet Norwegian i 1993, og var administrerende direktør for selskabet 2002-2019.